# Дневники (альбом)
«Дневники́» — второй студийный альбом российской группы «Корни», выпущенный 25 мая 2005 года, представляющий собой сплит-альбом, включающий сольные дебютные пластинки каждого из участников группы.

## История
Альбом «Дневники» представляет собой сольные пластинки каждого из участников квартета. Анонсирование этого проекта стартовало ещё в конце 2004 года, когда продюсер коллектива Игорь Матвиенко решил предоставить участникам группы полную творческую свободу. Этот рискованный шаг был мотивирован тем, что члены группы имеют различные музыкальные предпочтения, и за два года работы в рамках группы «Корни» у них накопилось достаточно большое количество разнопланового музыкального материала. В начале 2005 года участники квартета начали запись собственных композиций. В мае была записана композиция «25 этаж», которая стала связующим звеном четырёх сольных дисков. Музыканты выступили в качестве авторов, исполнителей, аранжировщиков и саунд-продюсеров собственных пластинок.

## «Дневники» Павла Артемьева
«Дневники» Павла Артемьева содержит больше всего композиций. В записи альбома электронная музыка сочетается с живыми инструментами, такими как фортепиано и труба.

### Список композиций
Музыка и слова — П. Артемьев, если не указано иное.
1. Кто полетит?
2. Не слепи
3. До золы
4. Крылья
5. Февраль
6. Что-то ещё
7. Завтра я
8. Москва бледнеет на зиму
9. Лови моё
10. Ты послушай
11. Летать, падать (рыбам)
12. От рассвета
13. Поколение
14. Америка
15. Любовь
16. 25 этаж (муз. И. Матвиенко — сл. П. Жагун)
17. Хочешь, я тебе спою? (муз. И. Матвиенко — сл. П. Жагун)

## «Дневники» Александра Асташёнка
Александр Асташёнок представил «Дневники» рок-музыкальное направление. В записи активно использовались живые инструменты, такие как саксофон, флейта, скрипка, тщательно прописывались гитарные партии.

### Список композиций
Музыка и слова — А. Асташёнок, если не указано иное.
1. Небо-земля
2. Я кричу
3. Вспоминай меня
4. Прощай, моя душа
5. Сказка
6. Осень здесь
7. Я обязательно вернусь
8. Последний бой
9. 25 этаж (муз. И. Матвиенко — сл. П. Жагун)
10. Хочешь, я тебе спою? (муз. И. Матвиенко — сл. П. Жагун)

## «Дневники» Александра Бердникова
«Дневники» Александра Бердникова выдержан в танцевальном стиле.

### Список композиций
Музыка и слова — А. Бердников, если не указано иное.
1. Ты прости
2. В небо (муз. и сл. В. Чулков)
3. Стань моей (муз. В. Чулков — сл. Н. Бурдина)
4. Навсегда (муз. и сл. — А. Бердников, В. Чулков)
5. Поднимите ваши руки (муз. и сл. — А. Бердников, В. Чулков, Р. Паламарчук)
6. Очи чёрные (муз. и сл. — Н. Бурдина)
7. Вопрос-ответ
8. Голос небес
9. Льёт дождь (муз. А. Бердников — сл. А. Бердников, В. Чулков)
10. Последний поцелуй
11. Ты красивая (муз. А. Бердников — сл. А. Бердников, В. Чулков)
12. 25 этаж (муз. И. Матвиенко — сл. П. Жагун)
13. Хочешь, я тебе спою? (муз. И. Матвиенко — сл. П. Жагун)

## «Дневники» Алексея Кабанова
Алексей Кабанов относит свой «Дневники» к стилю драм-н-бейс, использует в нём электронную музыку и ломаные ритмы. Особенностью альбома Алексея является наличие в нём нескольких чисто инструментальных композиций.

### Список композиций
Музыка и слова — А. Кабанов, если не указано иное.
1. Горькая луна
2. Человечек
3. Такси
4. The return
5. А ты ушла (муз. А. Кабанов — сл. М. Кабанова)
6. Дождливая ночь (муз. А. Кабанов — сл. К. Веласкес)
7. Blow my mind
8. Девушка (муз. А. Кабанов — сл. М. Кабанова)
9. Про несчастную любовь (муз. А. Кабанов — сл. М. Кабанов)
10. От фанов
11. 25 этаж (муз. И. Матвиенко — сл. П. Жагун)
12. Хочешь, я тебе спою? (муз. И. Матвиенко — сл. П. Жагун)